# Queen Elizabeth II Park
Queen Elizabeth II Park war ein Sportstadion in Christchurch, Neuseeland. Es wurde als zentrales Stadion für die Commonwealth Games 1974 erbaut, und war lange Jahre das führende Sportstadion in Neuseeland und wurde nach dem Erdbeben 2011 abgerissen.

## Beschreibung
Das Stadion hatte eine Kapazität von 20.000 Menschen. Es enthielt eine Laufbahn sowie ein öffentliches Schwimm- und Sprungbecken, außerdem ein Cricketfeld mit der Bezeichnung „The Village Green“ hinter dem Hauptgebäude.
Im Jahre 2007 waren umfangreiche Umbau- und Modernisierungsmaßnahmen abgeschlossen worden. Statt der bisherigen durchgehenden Sitzbänke aus Holz waren nun Einzelsitze vorhanden. Die begrünte westliche Böschung verlieh dem Stadion ein naturnahes Erscheinungsbild.
Um das Stadion lagen noch weitere Sportanlagen, die das Gesamtobjekt zu einem Zentrum des Spitzensports machten.

## Verwendung
Nach den Commonwealth Games von 1974, für die es erbaut wurde, wurde das Stadion häufig für Fußballspiele und Leichtathletik-Veranstaltungen, Windhunde-Rennen und viele andere lokale und internationale Sportveranstaltungen genutzt. In den folgenden Jahren fanden hier zahlreiche Länderspiele und Ligaspiele statt. 
Der Fußball genoss im Queen-Elizabeth-II-Park traditionell eine starke Stellung, wo die Mannschaft Canterbury United in der neuseeländischen Fußballliga New Zealand Football Championship (NZFC) spielte. Viele weitere Teams und Hochschulen nutzten die Anlage ebenfalls. Dazu gehörten die New Zealand Academy of Sport, das QEII Centre of Excellence, Sport Canterbury Westland und die Christchurch City Council Sports Services. Damit war der Queen Elizabeth II Park ein wichtiges Zentrum für Trainings und die Förderung von Spielern.
2008 fanden in diesem Stadion insgesamt acht Spiele (sechs Gruppenspiele sowie die beiden Halbfinalpartien) der U-17-Fußball-Weltmeisterschaft der Frauen der Frauen statt.
Das 1998 fertiggestellte Village Green diente als Ausweichstätte für das Cricketteam von Canterbury.